# Noord-Nederland

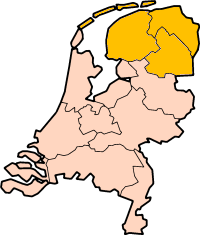
Noord-Nederland

Het landsdeel Noord-Nederland is een Nederlandse NUTS 1-regio. Het bestaat uit de drie provincies Groningen, Friesland en Drenthe. Deze drie provincies zijn sinds 1992 ook een samenwerkingsverband aangegaan.
In Noord-Nederland woont circa 10% van de Nederlandse bevolking. Op 1 maart 2023 had het landsdeel een inwonertal van 1.758.187 inwoners, op een oppervlakte van 11.389,14 km² (ruim 27 procent van Nederland). Dit is een bevolkingsdichtheid van 152 inw./km². 
'Noord-Nederland' zou letterlijk genomen het noorden van Nederland zijn, maar doorgaans worden hiermee de provincies bedoeld. Deze liggen in het noordoosten van het Nederlandse vasteland en omvatten daarnaast het grootste deel van de Nederlandse Waddeneilanden en Waddenzee, verder naar het noorden. De Kop van Noord-Holland en Texel in het noordwesten vallen er dus niet onder.
Vooral in België wordt 'Noord-Nederland' ook gebruikt als synoniem van het gebied "boven de Moerdijk" of in ruimere zin Nederland in zijn geheel. Noord-Nederland en Zuid-Nederland worden in historische context daarnaast ook wel gebruikt als synoniemen van respectievelijk de Noordelijke Nederlanden en de Zuidelijke Nederlanden.

## Samenwerkingsverband Noord-Nederland
Het doel van het samenwerkingsverband Noord-Nederland (SNN) is het versterken van de economische positie van Noord-Nederland. Hiertoe wordt er actief gewerkt aan een afstemming van het ruimtelijke en economische beleid van het noorden. De provincies Drenthe, Friesland en Groningen hebben in 2013 een nieuwe koers voor Noord-Nederland vastgesteld: de Noordervisie2040.
Verder voert de organisatie onderhandelingen met het rijk en Brussel voor de drie provincies. Een belangrijke adviesrol wordt gespeeld door de steden Groningen, Leeuwarden, Assen en Emmen.
Als basis voor de besluitvorming over de inzet van investeringen van het rijk op ruimtelijk-economisch gebied fungeert de Gebiedsagenda Noord-Nederland (2009). Er wordt gewerkt aan een nieuwe Gebiedsagenda, die naar verwachting in 2014 wordt vastgesteld.

## Noord-Nederland als NUTS-1-regio

Bevolkingspiramide

Deze NUTS 1-regio is weer onderverdeeld in meerdere NUTS 2-regio's, die gelijk zijn aan de drie provincies. De NUTS 2-regio's worden op hun beurt weer onderverdeeld in NUTS 3-regio's (COROP-gebieden).
- Noord-Nederland
  - Drenthe (Assen)
    - Noord-Drenthe
    - Zuidoost-Drenthe
    - Zuidwest-Drenthe

  - Groningen (Groningen)
    - Oost-Groningen
    - Delfzijl en de omgeving
    - Overig Groningen

  - Friesland (Leeuwarden)
    - Noord-Friesland
    - Zuidwest-Friesland
    - Zuidoost-Friesland

## Grootste gemeenten in Noord-Nederland naar inwonertal
Noord Nederland kent in totaal 38 gemeenten; 18 Friese, 10 Groningse en 10 Drentse.
De grootste gemeenten van Noord-Nederland zijn naar inwonertal:
|    | Gemeente          | Inwoners           | Provincie |
| -- | ----------------- | ------------------ | --------- |
| 1  | Groningen         | 233.218 (1-1-2021) | Groningen |
| 2  | Leeuwarden        | 124.499 (1-1-2021) | Friesland |
| 3  | Emmen             | 107.020 (1-1-2021) | Drenthe   |
| 4  | Súdwest-Fryslân   | 89.989 (1-1-2021)  | Friesland |
| 5  | Assen             | 68.833 (1-1-2021)  | Drenthe   |
| 6  | Westerkwartier    | 63.660 (1-1-2021)  | Groningen |
| 7  | Midden-Groningen  | 60.740 (1-1-2021)  | Groningen |
| 8  | Smallingerland    | 56.047 (1-1-2021)  | Friesland |
| 9  | Hoogeveen         | 55.600 (1-1-2021)  | Drenthe   |
| 10 | De Friese Meren   | 51.793 (1-1-2021)  | Friesland |
| 11 | Heerenveen        | 50.649 (1-1-2021)  | Friesland |
| 12 | Het Hogeland      | 47.843 (1-1-2021)  | Groningen |
| 13 | Waadhoeke         | 46.155 (1-1-2021)  | Friesland |
| 14 | Eemsdelta         | 45.528 (1-1-2021)  | Groningen |
| 15 | Noardeast-Fryslân | 45.485 (1-1-2021)  | Friesland |
| 16 | Oldambt           | 38.292 (1-1-2021)  | Groningen |
| 17 | Coevorden         | 35.321 (1-1-2021)  | Drenthe   |
| 18 | Meppel            | 34.383 (1-1-2021)  | Drenthe   |
| 19 | Tynaarlo          | 33.974 (1-1-2021)  | Drenthe   |
| 20 | Midden-Drenthe    | 33.386 (1-1-2021)  | Drenthe   |

Bron: CBS Statline

## Grootste steden van Noord-Nederland

### Grootste plaatsen
De 10 grootste woonplaatsen naar het aantal inwoners zijn:
|    | Plaatsnaam  | 2018    | 2019    | 2020    | 2021    | 2022    | Provincie |
| -- | ----------- | ------- | ------- | ------- | ------- | ------- | --------- |
| 1  | Groningen   | 190.560 | 191.342 | 203.105 | 202.900 | 203.955 | Groningen |
| 2  | Leeuwarden  | 92.235  | 92.000  | 93.395  | 93.680  | 94.650  | Friesland |
| 3  | Assen       | 66.525  | 67.963  | 67.760  | 68.005  | 68.250  | Drenthe   |
| 4  | Emmen       | 56.490  | 56.545  | 56.560  | 56.640  | 57.395  | Drenthe   |
| 5  | Drachten    | 45.080  | 45.170  | 45.534  | 45.345  | 45.212  | Friesland |
| 6  | Hoogeveen   | 40.260  | 39.445  | 40.130  | 39.932  | 40.174  | Drenthe   |
| 7  | Sneek       | 33.960  | 33.379  | 33.781  | 33.855  | 34.157  | Friesland |
| 8  | Heerenveen  | 29.115  | 29.984  | 30.368  | 30.655  | 31.099  | Friesland |
| 9  | Meppel      | 29.335  | 29.328  | 29.758  | 30.063  | 30.444  | Drenthe   |
| 10 | Hoogezand   | 21.805  | 21.850  | 21.915  | 21.870  | 21.965  | Groningen |
| 11 | Veendam     | 19.920  | 21.540  | 21.528  | 21.525  | 21.590  | Groningen |
| 12 | Stadskanaal | 19.360  | 19.379  | 19.058  | 19.004  | 18.909  | Groningen |
| 13 | Winschoten  | 18.120  | 18.190  | 18.087  | 17.917  | 17.932  | Groningen |
| 14 | Haren       | 17.250  | 17.640  | 17.895  | 17.950  | 18.120  | Groningen |
| 15 | Delfzijl    | 16.885  | 14.925  | 15.295  | 15.291  | 15.310  | Groningen |

Bron: CBS Statline